# Rebecca Alsberg
Rebecca Vibeke Alsberg, ursprungligen Vibeke Alfons, född 13 januari 1949 Bromma församling i Stockholm, är en svensk bibliotekarie och översättare.

## Biografi
Rebecca Alsberg är dotter till författaren Sven Alfons och översättaren Harriet Alfons samt dotterdotter till konsthistorikern Ragnar Josephson. Hon översätter från engelska och norska och började som översättare av barn- och ungdomsböcker, men har efterhand alltmer övergått till att översätta vuxenböcker. Mest uppmärksammade torde vara hennes översättningar av de sex delarna i Karl Ove Knausgårds Min kamp (2010–2013).

### Omnämnanden
Recensenten Margareta Sjögren skriver 1993 om Synd av Josephine Hart: "Hart beskriver, genom en slagkraftig fortlöpande dialog (ypperligt försvenskad av Rebecca Alsberg), hur hjältinnan-martyren Ruth löper sitt stafettlopp mellan oavbrutna destruktiva impulser".
Recensenten Eva Johansson skriver 2002 om Främmande fåglar av Lorrie Moore: "... för den lyhörda översättningen står Rebecca Alsberg".
Recensenten Carl-Johan Malmberg skriver 2006 om Märkliga dagar av Michael Cunningham "den första och bästa berättelsen ... 'Inne i maskinen' är en spökhistoria à la Hawthorne eller Henry James, författad på glasklar och mycket vacker prosa. Skickligt återges den av Rebecca Alsberg som också översatt Whitmandikterna".

### Familj
Rebecca Alsberg är sedan 1974 gift med skådespelaren Mikael Alsberg (född 1948).

## Översättningar (urval)

### Karl Ove Knausgård
- 2006 - Knausgård, Karl Ove. En tid för allt. Stockholm: Norstedt. Libris 10135164. ISBN 9113014536
- 2010 - Knausgård, Karl Ove. Min kamp 1. Stockholm: Norstedt. Libris 11812607. ISBN 9789113029917
- 2011 - Knausgård, Karl Ove. Min kamp 2. Stockholm: Norstedt. Libris 12086022. ISBN 9789113032955
- 2011 - Knausgård, Karl Ove. Min kamp 3. Stockholm: Norstedt. Libris 12280699. ISBN 9789113036687
- 2012 - Knausgård, Karl Ove. Min kamp 4. Stockholm: Norstedt. Libris 12346042. ISBN 9789113036700
- 2012 - Knausgård, Karl Ove. Min kamp 5. Stockholm: Norstedt. Libris 12756487. ISBN 9789113036717
- 2013 - Knausgård, Karl Ove. Min kamp 6. Stockholm: Norstedt. Libris 13966519. ISBN 9789113038599
- 2014 - Knausgård, Karl Ove. Själens Amerika: [texter 1996-2013]. Stockholm: Norstedt. Libris 16488972. ISBN 9789113058313
- 2015 - Knausgård, Karl Ove. Ut ur världen. Stockholm: Norstedt. Libris 17841223. ISBN 9789113059785

### Övriga
- 1979 - Faith Jaques: Tildas hus (Tilly's house) (Bonniers juniorförlag)
- 1992 - Don DeLillo: Den stora massans ensamhet (Mao II) (Wahlström & Widstrand)
- 1993 - Hart, Josephine. Synd: [roman]. Stockholm: Wahlström & Widstrand. Libris 7281864. ISBN 91-46-16309-3
- 1994 - Christopher Andersen: Jagger (Jagger unauthorized) (Forum)
- 1998 - Pat Barker: Krigets dårar (Regeneration) (Wahlström & Widstrand)
- 2000 - Michael Cunningham: Timmarna (The hours) (Bonnier)
- 2001 - Moore, Lorrie. Främmande fåglar. Stockholm: Fischer & Co. Libris 8369724. ISBN 91-7054-903-6
- 2003 - Clinton, Hillary Rodham. Levande historia. Översättning: Rebecca Alsberg, Mikael Alsberg. Stockholm: Bonnier. Libris 8963364. ISBN 91-0-057895-9
- 2003 - Sylvia Plath: Dagböcker och anteckningar 1950-1962 (The unabridged journals of Sylvia Plath 1950-1962) (Norstedt)
- 2008 - Virginia Woolf: Ögonblick av frihet: dagboksblad 1915-1941 (A moment's liberty) (Grate)
- 2008 - Jonathan Franzen: Den obekväma zonen (The discomfort zone) (Bromberg)
- 2016 - Woolf, Virginia. Personligt. Virginia Woolfs essäer ; 4. Lund: Ellerström. Libris 19499092. ISBN 9789172474604
- 2018 - Woolf, Virginia. Författarlivet. Virginia Woolfs essäer ; 5. Lund: Ellerströms. Libris 21868427. ISBN 9789172475236